# Carex chrysolepis
Carex chrysolepis är en halvgräsart som beskrevs av Adrien René Franchet och Paul Amédée Ludovic Savatier. Carex chrysolepis ingår i släktet starrar, och familjen halvgräs.

## Underarter
Arten delas in i följande underarter:
- C. c. chrysolepis
- C. c. glabrior